# Andrew Weibrecht
Andrew Weibrecht (Lake Placid, 10 februari 1986) is een Amerikaanse alpineskiër. Hij vertegenwoordigde zijn vaderland op de Olympische Winterspelen 2010 in Vancouver en op de Olympische Winterspelen 2014 in Sotsji.

## Carrière
Weibrecht maakte zijn wereldbekerdebuut in november 2006 in Beaver Creek. Op 29 november 2007 scoorde hij in Beaver Creek zijn eerste wereldbekerpunten, een dag later behaalde hij zijn eerste toptienklassering. Op de wereldkampioenschappen alpineskiën 2009 in Val-d'Isère eindigde de Amerikaan als negenendertigste op de Super G. Tijdens de Olympische Winterspelen van 2010 in Vancouver veroverde hij de bronzen medaille op de Super G, op de afdaling eindigde hij op de eenentwintigste plaats.
Op de Olympische Winterspelen 2014 deed Weibrecht nog iets beter dan in Vancouver. Op de Super G veroverde Weibrecht de zilveren medaille, achter Kjetil Jansrud.

## Resultaten

### Olympische Spelen
| Jaar | Plaats      | Resultaten                                   |
| ---- | ----------- | -------------------------------------------- |
| 2010 | Vancouver   | Super-G · 11e Supercombinatie · 21e Afdaling |
| 2014 | Sotsji      | Super-G · DNF2 Supercombinatie               |
| 2018 | Pyeongchang | DNF Super G                                  |

### Wereldkampioenschappen
| Jaar | Plaats            | Resultaten                                     |
| ---- | ----------------- | ---------------------------------------------- |
| 2009 | Val-d'Isère       | 39e Super-G DNF1 Afdaling DNS2 Supercombinatie |
| 2013 | Schladming        | 22e Afdaling DNF1 Super-G                      |
| 2015 | Vail/Beaver Creek | 9e Afdaling 20e Super G 22e Combinatie         |
| 2017 | Sankt Moritz      | DNF1 Super G                                   |

### Wereldbeker

#### Eindklasseringen
| Seizoen   | Algm | AD  | RS  | SG  | SC  |
| --------- | ---- | --- | --- | --- | --- |
| 2007/2008 | 93e  | 39e | -   | -   | 38e |
| 2008/2009 | 97e  | 42e | -   | 30e | 48e |
| 2009/2010 | 54e  | 26e | -   | 23e | 40e |
| 2011/2012 | 83e  | -   | -   | 24e | -   |
| 2012/2013 | 101e | -   | -   | 29e | -   |
| 2013/2014 | 70e  | -   | -   | 26e | 33e |
| 2014/2015 | 40e  | 46e | -   | 12e | 26e |
| 2015/2016 | 22e  | 22e | 56e | 8e  | -   |
| 2016/2017 | 87e  | 39e | -   | 27e | -   |
| 2017/2018 | 106e | -   | -   | 30e | -   |